# Karl von Gynz-Rekowski
Karl Franz Fedor von Rekowski, seit 1880 Gynz von Rekowski, ab 1913 von Gynz-Rekowski, (* 21. August 1848 in Mainz; † 15. Februar 1927 in Ballenstedt) war ein preußischer Generalmajor.

## Leben

### Herkunft
Karl entstammte der I. Linie des Pommerellischen Adelsgeschlechts von Rekowski. Er war das fünfte von sechs Kindern des preußischen Oberst Fedor von Rekowski (1812–1867) und dessen Ehefrau Alwine, geborene Baus (1811–1894). Durch Kabinettsorder vom 31. Mai 1880 erhielt sein Vater die preußische Genehmigung zur Wiederannahme des ursprünglichen Namens „Gynz von Rekowski“. Sein Bruder Fedor (1850–1915) stieg zum Generalleutnant auf.

### Militärkarriere
Nach seiner Erziehung im elterlichen Hause sowie an den Kadettenhäusern in Bensberg und Berlin wurde Rekowski am 13. Juni 1866 dem 1. Thüringische Infanterie-Regiment Nr. 31 der Preußischen Armee als Portepeefähnrich überwiesen. Er nahm während des folgenden Krieges gegen Österreich am Gefecht bei Preßburg teil und avancierte Mitte Oktober 1866 zum Sekondeleutnant. Zu Ausbildungszwecken war er im Juni/Juli 1869 zum Magdeburgischen Pionier-Bataillon Nr. 4 kommandiert. Daran schloss sich ab Oktober 1869 eine Kommandierung als Kompanieführer zur Unteroffizierschule in Weißenfels an. Dort fungierte er von Ende Juli bis Mitte September 1870 als Adjutant und untersuchungsführender Offizier. Anschließend kehrte Rekowski zu seinem Regiment zurück und nahm während des laufenden Krieges gegen Frankreich an der Belagerung von Paris teil. Für sein Verhalten im Gefecht bei Épinay erhielt er das Eiserne Kreuz II. Klasse.
Nach dem Friedensschluss war Rekowski ab Ende Mai 1871 als Inspektionsoffizier sowie Lehrer zur Kriegsschule in Erfurt kommandiert und avancierte Ende August 1874 zum Premierleutnant. Ein Jahr später trat er in den Truppendienst zurück, stieg Mitte Juli 1880 zum überzähligen Hauptmann in seinem Stammregiment auf und wurde am 22. März 1881 mit der Ernennung zum Kompaniechef in das 2. Badische Grenadier-Regiment „Kaiser Wilhelm“ Nr. 110 nach Mannheim versetzt. Unter Stellung à la suite des Regiments erfolgte am 14. Oktober 1884 seine Versetzung als Kompanieführer zur Unteroffizierschule in Jülich. Unter Belassung in dieser Stellung wurde er am 11. Dezember 1886 zum Grenadier-Regiment „König Friedrich Wilhelm IV.“ (1. Pommersches) Nr. 2 versetzt. Daran schloss sich am 15. November 1887 eine Verwendung als Kompaniechef im 4. Badischen Infanterie-Regiment „Prinz Wilhelm“ Nr. 112 im Colmar an. Mit der Beförderung zum überzähligen Major wurde Rekowski am 20. September 1890 dem Regiment aggregiert, Mitte November 1890 wieder einrangiert und schließlich am 28. Juli 1892 zum Kommandeur des II. Bataillons in Mülhausen ernannt. Als solcher erhielt Rekowski im April 1896 die Erlaubnis zur Annahme des Ritterkreuzes I. Klasse des Ordens vom Zähringer Löwen mit Eichenlaub. Als Oberstleutnant und etatmäßiger Stabsoffizier war er vom 22. März 1897 bis zum 21. Mai 1899 im 7. Badischen Infanterie-Regiment Nr. 142 tätig und wurde anschließend mit der Beförderung zum Oberst Kommandeur des Füsilier-Regiments „von Steinmetz“ (Westfälisches) Nr. 37 in Krotoschin. Am 29. März 1900 kommandierte man ihn zunächst mit der Wahrnehmung der Geschäfte als Kommandant des Truppenübungsplatzes Posen. Mit der Ernennung zum Kommandanten dieses Truppenübungsplatzes und der Erlaubnis zum Tragen seines bisherigen Uniform wurde Rekowski am 22. Mai 1900 zur Disposition gestellt und anlässlich des Ordensfestes im Januar 1902 mit dem Roten Adlerorden III. Klasse mit Schleife ausgezeichnet. Am 17. Februar 1903 erhielt er den Charakter als Generalmajor. Unter Verleihung des Kronen-Ordens II. Klasse wurde Rekowski am 24. April 1904 von seiner Stellung als Kommandant des Truppenübungsplatzes Posen enthoben.
Nach seiner Verabschiedung erhielt er am 19. August 1913 die preußische Adels- und Wappenbestätigung als „von Gynz-Rekowski“.

### Familie
Rekowski verheiratete sich am 21. November 1878 in Erfurt mit Armgard von Henning auf Schönhoff (1854–1918), Tochter des preußischen Generalmajors Otto von Henning auf Schönhoff. Nach ihrem Tod heiratete er am 30. Dezember 1919 in Ballenstedt Ida Wolff (1847–1939). Aus der ersten gingen fünf Söhne und drei Töchter hervor.